# Trafford (Alabama)
Pour les articles homonymes, voir Trafford (homonymie).
Trafford est une ville des comtés de Blount et Jefferson, en Alabama, aux États-Unis,.
La ville s'appelait initialement Union City. Elle est construite le long de la ligne ferroviaire de la compagnie Louisville and Nashville Railroad. Du fait qu'une autre ville portait déjà le même nom, les habitants la rebaptisent Trafford. Elle est incorporée en 1948.

## Démographie
| 1950 | 1960 | 1970 | 1980 | 1990 | 2000 | 2010 | 2020 |
| ---- | ---- | ---- | ---- | ---- | ---- | ---- | ---- |
| 551  | 529  | 628  | 673  | 739  | 523  | 646  | 613  |